# Max Schede

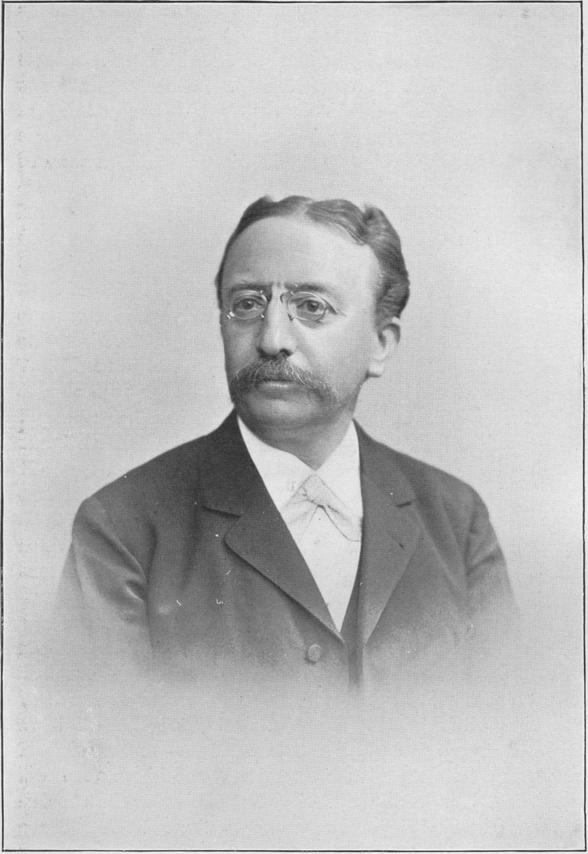
Max Schede

Max Schede (* 7. Januar 1844 in Arnsberg; † 31. Dezember 1902 in Bonn) war ein deutscher Professor für Chirurgie in Hamburg und Bonn.

## Leben
Schede wurde als Sohn des Oberlandesgerichtsassessors Otto Ludwig Schede (später Rechtsanwalt in Halle a. S.) geboren. Er studierte ab 1862 Medizin an der Friedrichs-Universität Halle, der Ruprecht-Karls-Universität Heidelberg und der Universität Zürich. Er war Mitglied des Corps Borussia Halle (1863) und des Corps Tigurinia Zürich (1864). Nach der Promotion zum Dr. med. et chir. (1866) nahm er als Unterarzt am Deutschen Krieg teil. Er kehrte nach Halle zurück und wurde Assistent von Richard von Volkmann. Im Deutsch-Französischen Krieg 1870/71 leitete Schede ein Feldlazarett. 1872 habilitierte er sich. 1875 wurde er Dirigierender Arzt der Chirurgie im Berliner Klinikum im Friedrichshain. 1880 wechselte er an das AAK Hamburg. Von dort prägte er den Aufbau des Allgemeinen Krankenhauses Eppendorf, an dem er 1888 die Leitung der Chirurgischen Klinik übernahm. Er baute 1882 die Gefäßnahttechnik aus. 1895 folgte er dem Ruf der Rheinischen Friedrich-Wilhelms-Universität auf den Lehrstuhl für Chirurgie. Wie sein Lehrer Volkmann propagierte Max Schede die Antisepsis. Er gründete 1874 das Zentralblatt für Chirurgie und wurde 1881 in die Deutsche Akademie der Naturforscher Leopoldina gewählt.

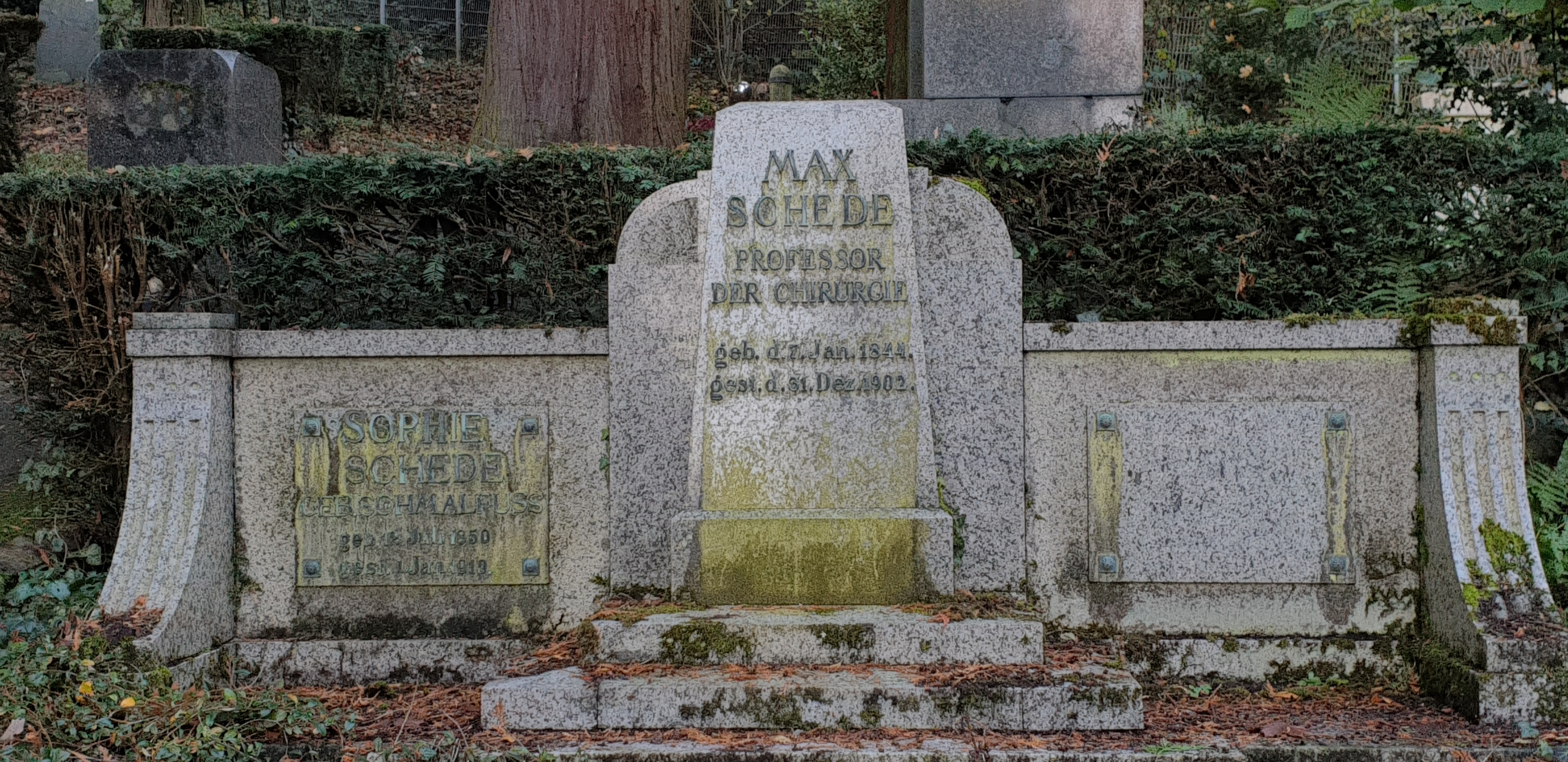
Grab der Familie Schede auf dem Kessenicher Bergfriedhof in Bonn

Beim Universitätsklinikum Hamburg-Eppendorf trägt seit 1903 eine Wohnstraße mit Stiften und Altenheimen seinen Namen. Im Universitätsklinikum Bonn wurde eine Station nach ihm benannt.

## Schüler
Unter Schedes sechs chefärztlichen Schülern waren Victor Schmieden und Hermann Kümmell. Kümmell brachte Franz Oehlecker und Paul Sudeck hervor. Bei Sudecks Schüler Wilhelm Rieder lernte Helmut Remé (1909–1980).

## Veröffentlichungen (Auswahl)
- Über den Gebrauch des steifen Löffels bei der Behandlung von Geschwüren (1872)
- Ueber Hand- und Fingerverletzungen (1874)
- Über Enterorrhaphie (1878)
- Die antiseptische Wundbehandlung mit Sublimat (1885)
- Die angeborene Luxation des Hüftgelenkes (1900)